# Angianthus micropodioides
Angianthus micropodioides là một loài thực vật có hoa trong họ Cúc. Loài này được (Benth.) Benth. mô tả khoa học đầu tiên năm 1867.